# Jadijia Ismailova
Jadijia Rovshan qizi Ismailova (en azerí: Xədicə İsmayılova, pronunciado /xædiːˈdʒæ ismɑˈjɯlovɑ/; Bakú, 27 de mayo de 1976) es una periodista de investigación y locutora azerbaiyana que trabaja para el servicio azerbaiyano de Radio Liberty. Es miembro del Proyecto de Denuncia de Delitos Organizados y Corrupción.

## Biografía

### Primeros años
Se graduó de la escuela en 1992 y luego de la Universidad Estatal de Bakú con un título en filología en 1997. Durante los siguientes diez años, trabajó como periodista para una serie de medios de comunicación locales y extranjeros, incluyendo la edición azerbaiyana de la Voz de América.

### Investigaciones
Fue jefa del servicio azerbaiyano de Radio Liberty (conocido también como Radio Free Europe) entre 2008 y 2010, después de lo cual continuó trabajando allí como reportera regular. A partir de 2010, publicó una serie de artículos sobre la corrupción a nivel estatal en Azerbaiyán que causaron gran controversia, ya que explícitamente nombraban al presidente Ilham Aliyev, a su esposa Mehriban Aliyeva y a sus hijos como comprometidos con la corrupción. El gobierno nunca emitió un comentario con respecto esos informes. Dos de sus artículos fueron nombrados como los mejores informes de investigación de 2010 y 2011 por Radio Liberty.
En marzo de 2010 el Washington Post publicó un artículo, no escrito por Ismailova pero que utilizó su trabajo anterior como información de fondo, que arrojó luz sobre la actividad empresarial de otros miembros de la familia del presidente y del círculo cercano de amigos. En junio de 2011, Ismailova reveló los nombres de las compañías offshore que habían sido registradas con los nombres de las hijas de Aliyev.
El 12 de junio de 2012, la Asamblea Nacional de Azerbaiyán aprobó enmiendas a tres leyes, estipulando que a partir de ese momento, la información sobre la propiedad de empresas, incluidos los nombres y la parte de los propietarios, sólo puede ser liberada por orden judicial, como parte de un acuerdo, investigación policial, por orden de una agencia de monitoreo financiero, o por consentimiento del dueño de la compañía. Según Azerireport, esta fue la respuesta del gobierno a las investigaciones periodísticas de Khadija Ismayilova que llevaron a la corrupción del gobierno de Azerbaiyán a la atención pública. El miembro de la oposición, Ilgar Mammadov, también vinculó la adopción de las enmiendas al escándalo de corrupción causado por los informes de Ismailova. Casi simultáneamente, el 13 de junio de 2012, la Asamblea Nacional aprobó una ley que otorga a todos los expresidentes y ex primeras damas inmunidad legal a lo largo de toda la vida.

### Detención
En febrero de 2014, publicó una lista de peticiones a sus partidarios en caso de un arresto y realizó un video en octubre de 2014, en el que comentó por qué creía que sería arrestada por el gobierno de su país.
En diciembre de 2014, fue arrestada acusada de incitar a su excolega Tural Mustafayev a suicidarse, una acusación ampliamente criticada por organizaciones de derechos humanos como falsa. El 1 de septiembre de 2015, fue condenada a siete años y medio de prisión bajo cargos de malversación de fondos y evasión de impuestos. El 25 de mayo de 2016, el Tribunal Supremo de Azerbaiyán ordenó su liberación en libertad condicional. Anteriormente había presentado un caso ante la Corte Europea de Derechos Humanos declarando que había estado en prisión más tiempo de la detención preventiva de dos meses tras su arresto en diciembre de 2014.
Su arresto fue condenado por el representante de la OSCE para la Libertad de los Medios de Comunicación Dunja Mijatović, Reporteros Sin Fronteras, la presidenta de la Asamblea Parlamentaria del Consejo de Europa Anne Brasseur, la Broadcasting Board of Governors, el Departamento de Estado de los Estados Unidos, Amnistía Internacional, el Proyecto de Denuncia contra el Crimen Organizado y la Corrupción, Human Rights Watch, Freedom House, Human Rights House Foundation, el Comité para la Protección de los Periodistas, el Instituto Internacional de Prensa, la Unión Europea, la Red Global de Periodismo de Investigación y el Comisario de Derechos Humanos del Consejo de Europa, entre otros.

### Reconocimientos
En noviembre de 2016, fue incluida como una de las mujeres inspiradoras e influyentes de dicho año en las 100 mujeres de la BBC. Ese mismo año recibió el Premio Mundial de la Libertad de Prensa Unesco - Guillermo Cano.

### Vida personal
En cuanto a su vida personal, es atea.